# Astragalus chamonobrychis
Astragalus chamonobrychis là một loài thực vật có hoa trong họ Đậu. Loài này được (N. Ulziykh.) Podl. mô tả khoa học đầu tiên năm 2002.